# Vöröstó
Vöröstó là một thị trấn thuộc hạt Veszprém, Hungary. Thị trấn này có diện tích 6,19 km², dân số năm 2010 là 96 người, mật độ 16 người/km².